# Le Grand Chantage
Pour les articles homonymes, voir Chantage (homonymie).
Pour plus de détails, voir Fiche technique et Distribution.
Le Grand Chantage (titre original : Sweet Smell of Success) est un film américain réalisé par Alexander Mackendrick, sorti le 27 juin 1957.

## Synopsis
J.J. Hunsecker est l'éditorialiste le plus influent de New York. Il a décidé d'empêcher sa sœur d'épouser un guitariste de jazz. Pour cela, il demande à Sidney Falco, attaché de presse minable et sans scrupules, de tout faire pour empêcher cette union. Ce dernier, aux abois, n'hésitera pas à se compromettre pour arriver à ses fins.

## Fiche technique
- Titre : Le Grand Chantage
- Titre original : Sweet Smell of Success
- Réalisation : Alexander Mackendrick
- Scénario : Clifford Odets et Ernest Lehman, d'après sa nouvelle Tell Me About it Tomorrow
- Photographie : James Wong Howe
- Montage : Alan Crosland Jr.
- Musique : Elmer Bernstein
- Décors : Edward Carrere
- Producteurs : Tony Curtis (producteur exécutif non-crédité), Harold Hecht, James Hill, Burt Lancaster
- Sociétés de production : Norma Productions, Curtleigh Productions, Hill-Hecht-Lancaster Productions
- Société de distribution : United Artists
- Pays d'origine :  États-Unis
- Langue : anglais
- Format : Noir et blanc - Mono
- Genre : Film dramatique, Film noir
- Durée : 96 minutes
- Date de sortie : 
  - États-Unis : 27 juin 1957

## Distribution
- Burt Lancaster (VF : Claude Bertrand) : J.J. Hunsecker
- Tony Curtis (VF : Jean-Claude Michel) : Sidney Falco
- Susan Harrison : Susan Hunsecker
- Martin Milner (VF : Roger Rudel) : Steve Dallas
- Sam Levene (VF : Jean Violette) : Frank d'Angelo
- Barbara Nichols (VF : Claude Daltys) : Rita
- David White (VF : Serge Nadaud) :  Otis Elwell
- Lawrence Dobkin (VF : René Arrieu) : Leo Bartha
- Jeff Donnell : Sally
- Joseph Leon : Robard
- Edith Atwater : Mary
- Queenie Smith (non créditée) : Mildred Tam

## Production
Le personnage de J.J. Hunsecker est inspiré par la vie du chroniqueur Walter Winchell.

## Réception
Le film est un échec à sa sortie en salle,.

### Postérité
Le film est de nouveau médiatisé fin 2016 en France pour son édition DVD et Bluray complète et soignée par Wild Side Video, accompagnée d'un ouvrage de Philippe Garnier. C'est l'occasion pour plusieurs critiques de vanter ce film mésestimé comme un chef-d'œuvre de noirceur,,. Cette édition vidéo est récompensée par un prix du syndicat français de la critique de cinéma dans la catégorie édition vidéo de films anciens.